# Nowy brutalizm
Nowy brutalizm (ang. In-yer-face theatre) – termin określający ekstremalny nurt w dramaturgii, jaki pojawił się w Wielkiej Brytanii w latach 90. XX wieku. Termin został ukuty przez brytyjskiego krytyka teatralnego Aleksa Sierza, który w 2001 r. wydał książkę pod tytułem In-yer-face theatre. Sierz użył tego terminu w celu określenia dramatów pisanych przez młodych, kontrowersyjnych pisarzy, prezentujących treści wulgarne i szokujące publiczność. Młodzi dramaturdzy stosowali środki, mające wywrzeć głęboki wpływ na odbiorców. Według Sierza „wielka trójka” nowego brutalizmu to Sarah Kane, Mark Ravenhill oraz Anthony Neilson.

## Znaczenie terminu
Według Oxford English Dictionary w amerykańskim slangu termin „in your face” jest wykrzyknikiem wyrażającym pogardę bądź szyderstwo. Z kolei jako przymiotnik oznacza grubiański, agresywny, rażący, prowokacyjny albo zuchwały.

## Charakterystyka nurtu
Nowy brutalizm charakteryzuje się łamaniem na scenie wszelkich granic. Jego reprezentanci wychodzą z założenia, że na scenie można pokazać wszystko. Ukazują ponadto najciemniejsze strony ludzkiej natury. Głównym tematem dramatów jest przemoc, seks, patologia, perwersja, cierpienie i śmierć. Wyeksponowanie przemocy ma na celu zaszokować widzów. Bohaterowie sztuk nowego brutalizmu częściej niż w innych nurtach teatralnych używają wulgaryzmów oraz potocznego języka. Dość powszechny w tym nurcie jest stosunek płciowy odbywany na scenie, a także mordowanie i znęcanie się jednych postaci nad drugimi.

## Wybrani przedstawiciele nurtu
- Kate Ashfield
- Simon Donald
- Patrick Marber
- John Roman Baker
- Martin McDonagh
- Anthony Neilson
- Sarah Kane
- Mark Ravenhill
- Irvine Welsh
- Jez Butterworth

## Dramaty reprezentujące nowy brutalizm
- Oczyszczeni (Cleansed) – Sarah Kane
- Miłość Fedry (Phaedra's Love) – Sarah Kane
- Zbombardowani (Blasted) – Sarah Kane
- The Life of Stuff – Simon Donald
- In One Take – John Roman Baker
- Shopping and Fucking – Mark Ravenhill